# Przegląd ukraiński
Przegląd ukraiński (ukr. Український перегляд) – cotygodniowy magazyn telewizyjny TVP3 Białystok, w języku ukraińskim z polskimi napisami o liczącej 1 366 osób mniejszości ukraińskiej na Podlasiu.

## O programie
W przeglądzie ukraińskim zamieszczane są materiały informacyjne będące relacjami z wydarzeń kulturalnych i muzycznych, różnego rodzaju spotkań organizowanych z udziałem ukraińskiego środowiska Podlasia, felietony na tematy historyczne i społeczno-kulturalne, rozmowy z ciekawymi ludźmi. Szczególne miejsce w audycjach zajmują folklor i tradycja ludowa oraz nauczanie języka ukraińskiego. Pierwsza ukraińska audycja pojawiła się tu w marcu 1997 roku jako półgodzinny program, ale już następną podzielono na połowę, z tym, że jako 14-minutowy program można było ją oglądać dwa razy w miesiącu. Od 1999 roku audycja ukazywała się jako cotygodniowa 10-minutowa częścią bloku „Sami o sobie”, a od 2003 roku znowu jako samodzielny program pod tytułem „Przegląd ukraiński”.
Jako pierwsi od 1995 roku audycję redagowali i prowadzili Jerzy Misiejuk i Sławomir Sawczuk, którego w 1999 roku zastąpiła Ludmiła Łabowicz (Filimoniuk). Przez pewien czas z audycją współpracowała Małgorzata Bakunowicz, która przygotowywała materiały na Mazurach do czasu powołania Ośrodka TVP w Olsztynie i utworzenia w jego ramach audycji w języku ukraińskim.
W studio jako prowadzące występowały Małgorzata Dral (Popławska), która niekiedy przygotowywała swoje materiały oraz Elena Rutkowska. Od 2000 roku program prezentowała Anna Kuptel (Łukaszuk). Przez pewien czas w latach 2005-2006 prowadziła programy Elżbieta Martyniuk, a od 2008 roku dwie prezenterki: na zmianę z Anną Kuptel – Anna Kiryziuk. Program „Sami o Sobie” znalazł uznanie na pierwszym Festiwalu Filmów i Programów Telewizyjnych Mniejszości Narodowych i Etnicznych „At Home”, który odbył się w 1997 roku w Krakowie i Przemyślu. W przeprowadzonym wówczas konkursie program otrzymał pierwsze miejsce i nagrodę od European Etnic Broadcasting Association, jednego ze współorganizatorów festiwalu.
W 2002 r. w Użhorodzie na Zakarpaciu na Ukrainie na czwartym Międzynarodowym Festiwalu Programów Radiowych i Telewizyjnych Mniejszości Narodowych „Kraj mój ojczysty”, na który przyjechali przedstawiciele mniejszości narodowych z 23 krajów europejskich, Jerzy Misiejuk otrzymał dyplom honorowy Międzynarodowej Konferencji Organizacji Dziennikarskich za wybitne zasługi w rozwoju stosunków międzynarodowych między organizacjami dziennikarskimi i podkreślanie roli środków masowego przekazu w życiu społeczności światowej. Na tym samym festiwalu ukraińska część magazynu „Sami o sobie” otrzymała wyróżnienie.
Od 2001 roku program powstaje jako produkcja zewnętrzna i jest tworzony przez firmę producencką: Jerzy Misiejuk Produkcja Programów.
Program realizowany w porozumieniu z organizacjami mniejszościowymi na Podlasiu.

## Prowadzące
- Małgorzata Dral (Popławska) i Elena Rutkowska w latach 1997–1999
- Anna Kuptel (Łukaszuk) – od 2000 roku
- Elżbieta Martyniuk – w latach 2005–2006
- Anna Kuptel i Anna Kiryziuk – od 2008 roku
- Magda Tymoszewicz – od 2015 roku